# Ripley (Nowy Jork)
Ripley – miasto w Stanach Zjednoczonych, w stanie Nowy Jork, w hrabstwie Chautauqua.